# いわしの交流センター

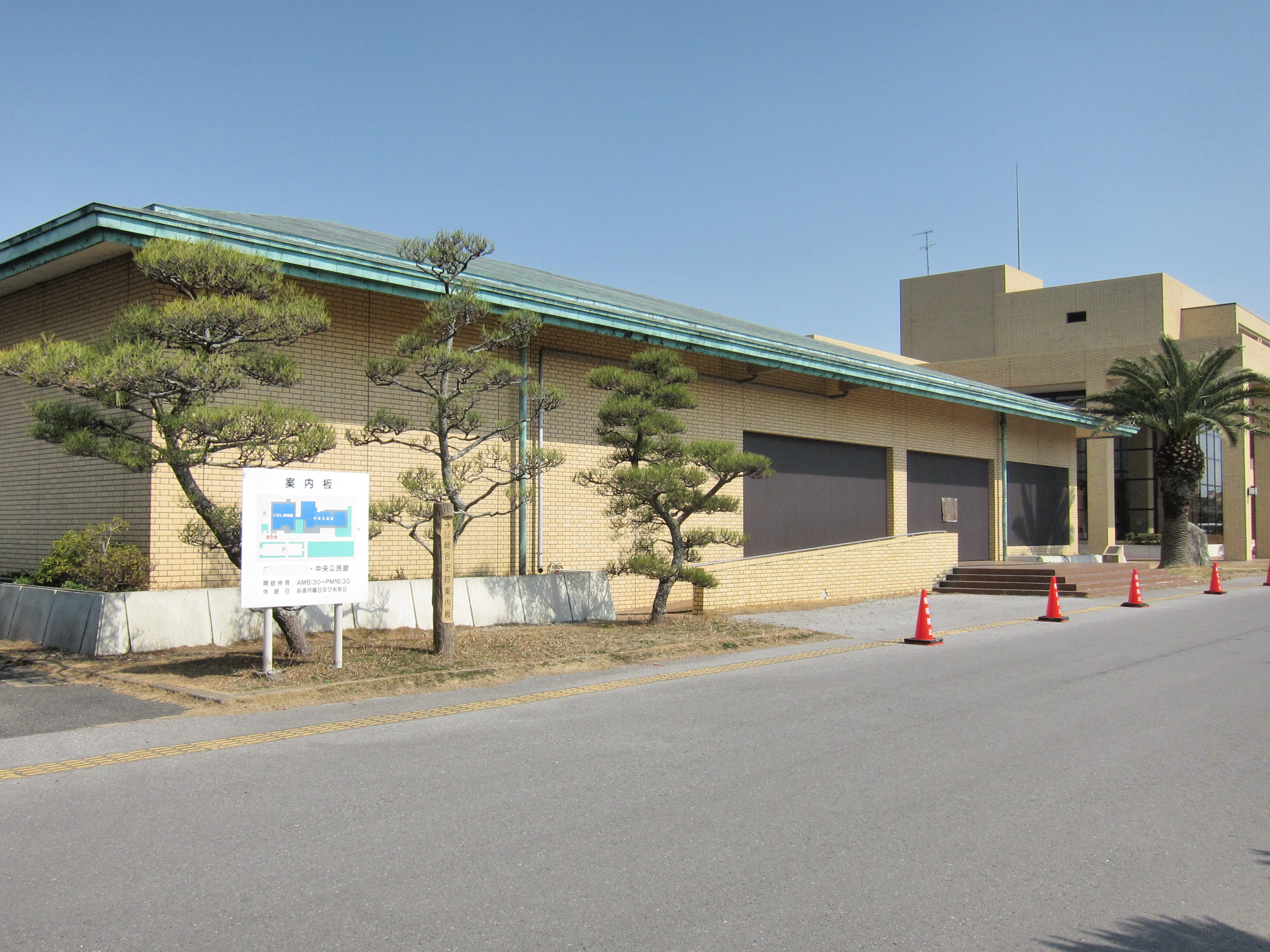
いわし資料館の移転元である九十九里町立九十九里いわし博物館

いわしの交流センター（いわしのこうりゅうセンター）は、千葉県山武郡九十九里町にある博物館・農水産物直売所・飲食店で構成された施設である。愛称は海の駅 九十九里（うみのえき くじゅうくり）。
なお国土交通省が登録を受け付けている海の駅とは異なる。

## 概要
九十九里町が「いわしの交流センター設置及び管理に関する条例」に基づき、地場産業活性化や都市・農村漁村交流の拠点とする事を目的として設置する施設であり、九十九里町商工会が運営を行う。
片貝漁港の後背地である6359.71平方メートルの敷地を利用し、建物は構造が鉄骨2階建てで、延床面積は1057.08平方メートルとなっている。交流センター全体の建設に要した費用は3億4200万円である。
1階にはイワシ漁に関連する品を展示するいわし資料館や、72店が地元の農水産物等を出品している農水産物直売所「直売コーナー」があり、2階には地元産食材を提供する飲食店「食体験コーナー」や、海を眺めることが出来るデッキが設けられていて、屋外には大漁旗がはためいている。
また同じ敷地内に高さ17メートルの津波避難タワーも整備されていて、約154平方メートルの避難スペースに約150人が避難出来るように設計されている。

## 整備
2004年にピークを記録した年間観光入込客数が海水浴客離れ等の影響により減少する事態に直面した九十九里町は、2011年3月に発行した「第4次九十九里町総合計画」に片貝漁港後背地を利用した事業で「観光交流との連携」「地産地消の推進」「体験交流型観光の推進」を施策すると記述した。
2011年2月と6月に、地元の経済産業団体6団体が建設計画の要望書を町に提出。2011年7月には地元の関係者が事業について意見交換を行う「（仮称）いわしの交流センター ワークショップ」を設置し、続いて2012年3月には地元の関係者が基本設計に関する意見交換を行う「（仮称）いわしの交流センター建設推進委員会」が発足した。
2012年3月5日に開催された建設推進委員会の第1回会合において示された基本設計案では、2004年に発生した天然ガス爆発事故で休館になった九十九里町立九十九里いわし博物館を移転・再建する施設と商業施設をそれぞれ独立した建物として、津波避難タワーを含めて合計3棟の建物を建設する計画であった。11月13日に開催された建設推進委員会に示された最終案では、相乗効果を得る目的で博物館と商業施設を同じ建物とする設計に変更された。
町は国有地であった片貝漁港後背地の取得費用を2012年度6月補正予算に計上し、取得した。2013年2月22日に開かれた建設推進委員会の第4回会合で町が示した基本設計の最終案は、建物を鉄骨2階建ての延床面積1348平方メートルとして、事業費用を本体建設費2億4800万円、外構工事費3400万円、造成工事費4000万円と見積もっていた。
町は2013年度当初予算で本体建設費2億8866万円を計上したが、労務単価高騰の影響で本体建設費が予定額を約1億円超過すると判明したことから、2013年8月29日に建物の規模を当初予定より縮小して事業費を抑制する決定をした。計画変更の影響で建物の延床面積は1393平方メートルから948平方メートルに縮小し、また開業時期は2014年7月から遅延して、2015年3月末までに開業することになった
建物は設計を株式会社榎本建築設計事務所、施工を株式会社畔蒜工務店が担当し、2014年4月14日に起工式が行われ、関係者が工事の安全や町の発展を祈願した。
施設の愛称は公募により決まり、全国から応募があった192点の中から最優秀賞に「海の駅 九十九里」が選ばれた。なお次点の優秀賞は「つくも大漁館」と「浜の駅 九十九里」であった。
2015年4月24日、いわしの交流センターが開業した。

## いわしの交流センター展示室
いわしの交流センター展示室（いわしのこうりゅうセンターてんじしつ）は、いわしの交流センター内にある博物館である。通称・いわし資料館（いわししりょうかん）。
九十九里町が「いわしの交流センター展示室の設置及び管理に関する条例」に基づき、郷土史の学習推進や郷土文化の発信・継承を目的として設置する施設であり、2004年に発生した天然ガス爆発事故で休館になった九十九里町立九十九里いわし博物館から収蔵品を移転している。
かつて町はイワシ漁で栄え、漁獲の大部分は肥料の干鰯や〆粕に加工されて関東地方や関西地方に出荷された。展示室ではかつてイワシ漁に使用された漁具、漁船の模型、イワシの加工に使用された器具、漁民が使用していた生活用具等の展示によって、イワシ漁の歴史や文化を学ぶことが出来る。また交流センターの入り口から見ることが出来る位置に約3000匹のマイワシが回遊する水槽を設置している。
この水槽を巡っては2023年に入り、動物愛護団体から「驚くべき過密さで飼育され、不適切である」との指摘があり、九十九里町では水槽の設置を取り止め、映像による代替展示を含めて検討していることが同年8月に報じられた。